# Steeve Briois
Steeve Briois (ur. 28 listopada 1972 w Seclin) – francuski polityk i samorządowiec, sekretarz generalny i następnie wiceprzewodniczący Frontu Narodowego (przemianowanego na Zjednoczenie Narodowe), poseł do Parlamentu Europejskiego VIII kadencji.

## Życiorys
Ukończył szkołę średnią w Hénin-Beaumont. Po uzyskaniu dyplomu BTS pracował jako dystrybutor zestawów telewizji kablowej Numericable. W 1988 wstąpił do Frontu Narodowego. Odszedł z FN w 1998, gdy partię tę opuścił Bruno Mégret, założyciel Narodowego Ruchu Republikańskiego, jednak po kilku latach powrócił do ugrupowania. Od 1995 wybierany do rady miejskiej w Hénin-Beaumont, a od 1998 do rady regionalnej Nord-Pas-de-Calais (był jej członkiem do 2015). W 2011 powierzono mu stanowisko sekretarza generalnego Frontu Narodowego. W 2014 w pierwszej turze wyborów miejskich został wybrany na urząd burmistrza Hénin-Beaumont (reelekcja w 2020). W 2021 wybrany także do rady departamentu Pas-de-Calais.
W 2014 Steeve Briois uzyskał mandat eurodeputowanego VIII kadencji, który wykonywał do 2019. Również w 2014 został wiceprzewodniczącym FN.